# Machambet Utemisow
Machambet Utemisow (kaz.: Махамбет Өтемісұлы, Machambet Ötemysuły; Махамбет Өтемісов, Machambet Ötemysow; ros.: Махамбет Утемисов, Machambiet Utiemisow; ur. w 1804, zm. 20 października 1846) – kazachski poeta, jeden z przywódców ludowego powstania w Kazachstanie w latach 1836–1837. Powstanie wybuchło przeciw rosyjskiemu imperializmowi oraz represjom ze strony chana Ordy Bukiejewskiej – Żangira. Zostało jednak dość szybko stłumione, a Muhambert zmuszony był do ucieczki, za jego głowę wyznaczono bowiem nagrodę. Zamordowano go w 1846 roku. Niekiedy jako datę urodzin Utemisowa podaje się rok 1803, co wynika z rozbieżności danych.

## Twórczość
Jego liryczno-patriotyczna twórczość bazowała na tradycji wywiedzionej z folkloru kazachskiego. Pomimo faktu, iż Utemisow zdobywał wykształcenie w rosyjskiej szkole w Orenburgu, jego utwory były głęboko osadzone w kulturze kazachskiej. Niosą one moralne i polityczne przesłanie - w jednym z dzieł chan Żangir nazwany zostaje wilkiem, wężem i skorpionem. Ponadto nawiązują one niekiedy tematycznie do heroizmu i natury bojowej, niektóre adresowane są do towarzysza broni Isataja Tajmanowa.
Łącznie przypisuje się mu autorstwo ponad pięćdziesięciu różnych utworów, z których tylko część była spisana. Pierwsza publikacja wierszy Utemisowa pochodzi z 1908 roku.